# 피쉬 (발레주)
피쉬(Fiesch)는 스위스 발레주의 곰스구에 있는 자치체이다. 인근 피셔알프는 피쉬에서 관리하며, 엑기스호른 리프트로 접근할 수 있다.
융프라우-알레취 보호 구역이 보이는 유네스코 세계문화유산으로 지정되었다.

## 역사
피쉬는 1203년에 ‘Vios’로 처음 언급되었다. 1438년에는 ‘Viesch’로 기록되었고, 1905년부터 피쉬로 알려지게 되었다.
피쉬 탈선 사고는 2010년에 발생했다.

## 지리

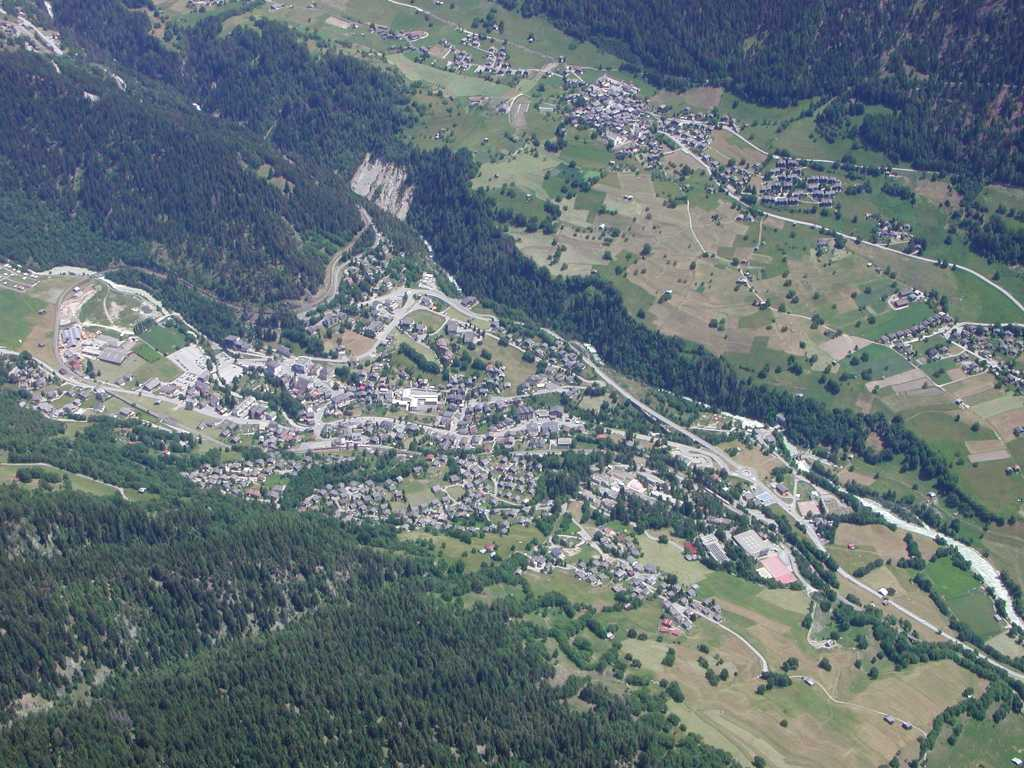
리프트에서 본 피쉬

피쉬의 면적은 2011년 기준으로 11.3k㎡이다. 이 지역의 32.6%는 농업용으로 사용되며, 40.6%는 산림이다. 나머지 토지 중 6.4%는 정착지(건물 또는 도로)이고 20.4%는 불모지이다.
시정촌은 작은 계곡과 바이스바서 양쪽 위의 경사면에 있다.

## 인구통계

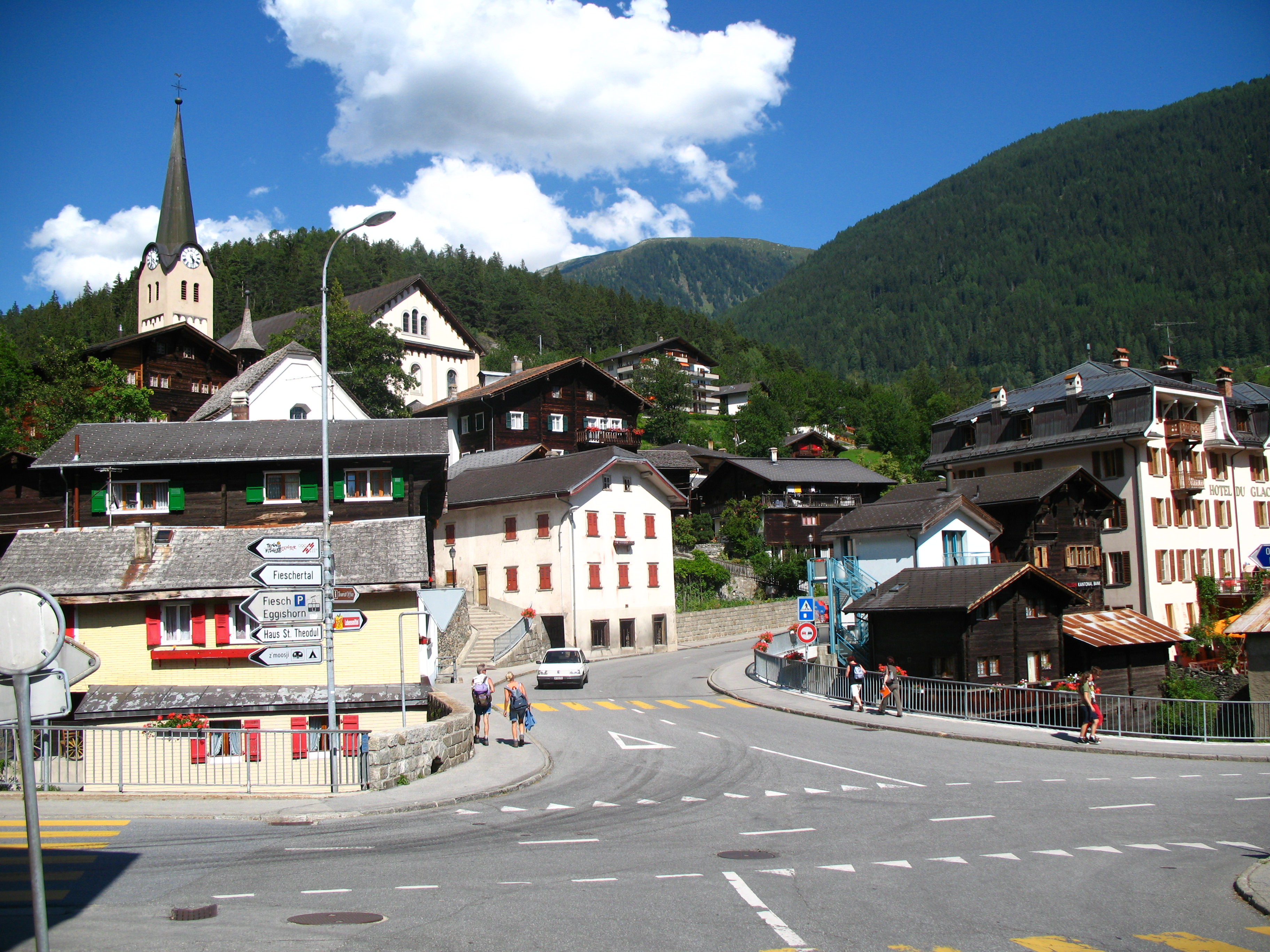
강가의 큰길에서 교회쪽으로 조망

2020년 12월 기준, 피쉬의 인구는 909명이다. 2008년 기준으로 인구의 17.9%가 거주하는 외국인이다. 1999년부터 2009년까지 지난 10년 동안 인구는 -4.5%의 비율로 변화했다. 이주로 인해 -2% 비율로, 출생 및 사망으로 인해 -2% 비율로 변경되었다.

2000년 기준, 인구 대부분인 872명(87.6%)이 독일어를 모국어로 사용하고, 세르비아-크로아티아어가 87명(8.7%)으로 두 번째로 많이 사용하고, 알바니아어가 세 번째(13 또는 1.3%)로 사용된다. 프랑스어를 할 줄 아는 사람은 7명, 이탈리아어를 할 줄 아는 사람은 1명이다.
2008년 기준으로 인구의 성별 분포는 남성 50.9%, 여성 49.1%이다. 인구는 403명의 스위스 남성(인구의 41.5%)과 92명(9.5%)의 비스위스계 남성으로 구성되었다. 스위스 여성은 382명(39.3%), 비스위스계 여성은 95명(9.8%)이었다. 지자체의 인구 중 433 또는 약 43.5%가 피쉬에서 태어나 2000년에 그곳에 살았다. 같은 주에서 태어난 272 또는 27.3%가 있었고, 103 또는 10.3%가 스위스 타지에서 태어났다. 172 또는 17.3%가 스위스 밖 외국에서 태어났다.

인구의 연령분포(2000년 기준)는 어린이와 청소년(0~19세)이 전체 인구의 24.1%, 성인(20~64세)이 60%, 노인(64세 이상)이 ) 15.9%를 차지한다.
2000년 기준으로 시정촌에 미혼이거나, 독신인 사람은 401명이다. 기혼자는 514명, 과부 또는 홀아비는 57명, 이혼한 사람은 24명이었다.
2000년 기준으로 시정촌에는 372가구이며, 가구당 평균 2.5명이다. 1인 가구는 97가구, 5인 이상 가구는 35가구였다. 총 379가구 중 1인 가구가 25.6%로 부모와 동거하는 성인 2명이 있었다. 나머지 가구 중 자녀가 없는 기혼 가구는 110가구, 자녀가 있는 기혼 가구는 145가구, 자녀가 있는 편부모는 11가구다. 7가구는 혈연관계가 없는 사람들로 구성되었고 7가구는 일종의 시설이나 다른 공동주택으로 구성되었다.
2000년에는 총 485채의 주거용 건물 중 266채(전체의 54.8%)가 단독주택이었다. 다가구는 151채(31.1%), 주거용은 29채(6.0%), 기타 용도(상업·산업)는 39채(8.0%)였다.
2000 년에는 총 351채(전체의 41.8%)가 상설 임대되었으며, 427채(50.8%)는 계절적 임대, 62채(7.4%)는 비어 있었다.ref name=Housing/> 2009년 기준 신규주택 건설률은 인구 1,000명당 4.1세대였다. 2010년 시정촌 공실률은 1.02%였다.
역사적 인구는 다음 차트에 나와 있다.

## 경제
마을의 주요 수입원은 관광, 특히 하이킹, 산악자전거, 패러글라이딩, 스노보드, 스키와 함께 마을이 이상적인 출발점인 다른 많은 스포츠이다. 피쉬 위의 피셔알프(이전에는 퀴보덴이라고 함)에는 스키 리조트와 행글라이더 및 패러글라이더 조종사를 위한 출발점이 있다.
2010년 현재 피쉬의 실업률은 2.4%이다. 2008년 기준으로 1차 경제 부문에 10명이 고용되어 있고, 이 부문에 약 7개 기업이 참여하고 있다. 57명이 2차 부문에 고용되었고, 이 부문에 14개의 기업이 있었다. 551명이 3차 부문에 고용되었으며, 이 부문에는 78개의 기업이 있다. 시정촌 주민은 532명으로 일정 정도 고용되었으며, 그중 여성이 전체 노동력의 41.9%를 차지했다.
2008년에 정규직에 상응하는 총 일자리 수는 511개였다. 1차 부문의 일자리 수는 5개였으며 모두 농업에 있었다. 2차 부문의 일자리 수는 54개로 그중 23개(42.6%)가 제조업, 31개(57.4%)가 건설업이었다. 3차 부문의 일자리 수는 452개였다. 3차 부문의 경우, 84 또는 18.6%는 도소매 또는 자동차 수리업, 55 또는 12.2%는 물품의 이동 및 보관, 119 또는 26.3%는 호텔 또는 레스토랑, 1개는 정보 산업, 18 또는 4.0%는 보험 또는 금융 산업, 9 또는 2.0%는 기술 전문가 또는 과학자, 4 또는 0.9%는 교육, 80 또는 17.7%는 의료 분야였다.
2000년 기준으로 자치단체로 통근하는 근로자는 285명, 출퇴근자는 183명이었다. 지자체는 근로자의 순수입 지자체이며, 1명이 전출할 때마다, 약 1.6명의 근로자가 지자체에 전입한다. 근로 인구의 10.2%는 대중교통을 이용하여 출퇴근하고 39.1%는 자가용을 이용하였다.

## 종교

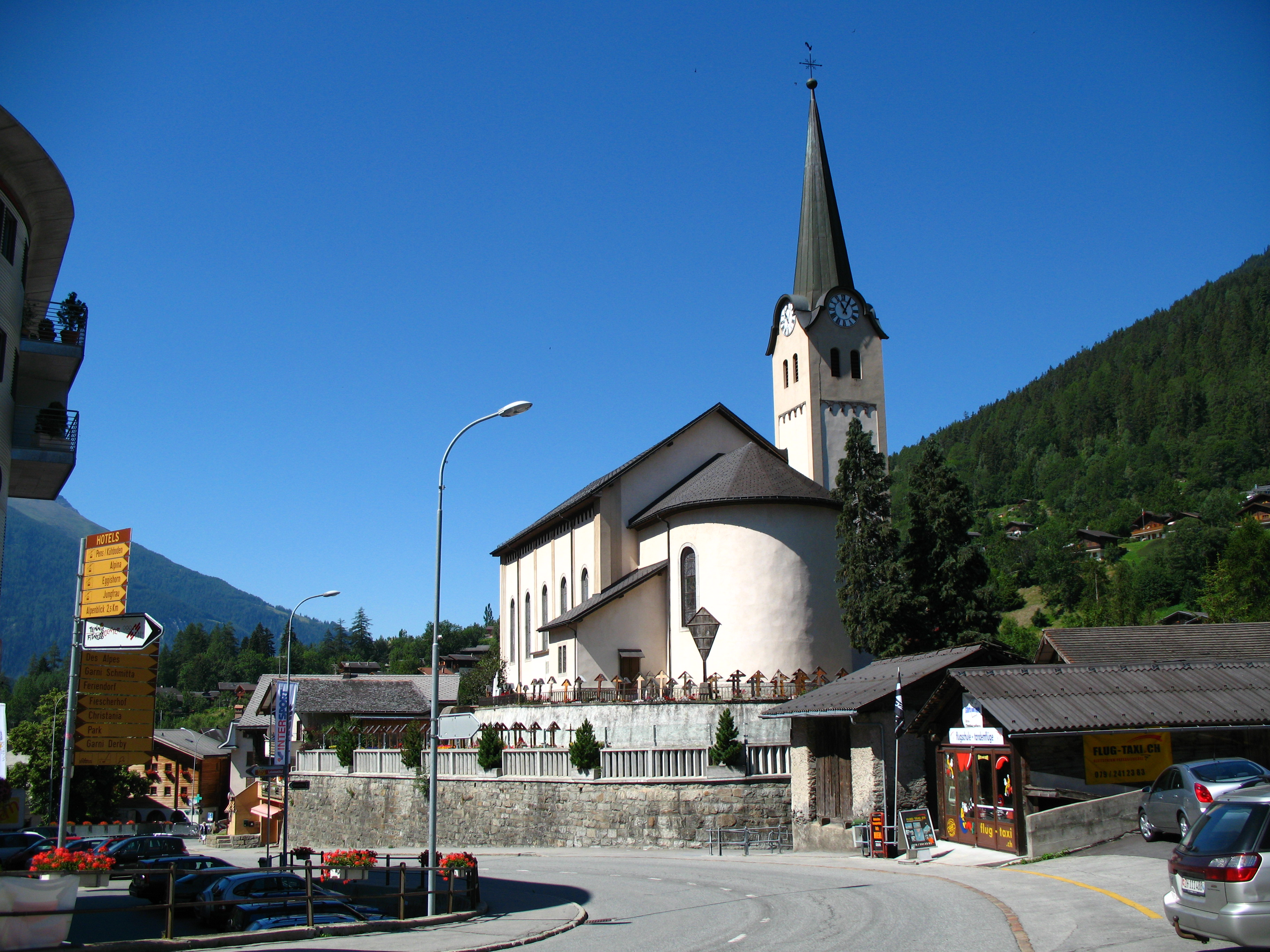
마을 교회

2000년 인구 조사에 따르면 804명(80.7%)이 로마 가톨릭 신자이고, 60%(6.0%)가 스위스 개혁 교회에 속해 있다. 나머지 인구 중 정교회 교인은 80명(약 8.03%)이었고, 다른 기독교 교인은 1명이었다. 이슬람교도는 14명(인구의 약 1.41%)이었다. 24명(인구의 약 2.41%)은 교회에 속하지 않았고, 불가지론자 또는 무신론자였으며, 13명(인구의 약 1.31%)은 질문에 대답하지 않았다.

## 교육
피쉬에서는 인구의 약 370명(37.1%)이 비필수 고등 중등 교육을 이수했으며 90명(9.0%)이 추가 고등 교육(대학 또는 응용학문대학)을 완료했다. 고등 교육을 이수한 90명 중 67.8%가 스위스 남성, 15.6%가 스위스 여성, 8.9%가 비스위스계 남성, 7.8%가 비스위스계 여성이었다.
2010-2011학년도 동안 피쉬 학교 시스템에는 총 179명의 학생이 있었다. 발레주의 교육 시스템은 어린아이들이 1년 동안 의무가 아닌 유치원에 다닐 수 있도록 허용한다. 해당 학년도에는 2개의 유치원 학급(KG1 또는 KG2)과 31명의 유치원생이 있다. 캔톤의 학교 시스템은 학생들이 6년 동안 초등학교에 다닐 것을 요구한다. 피쉬에는 초등학교에 총 6개의 학급과 98명의 학생이 있었다. 중등 학교이 프로그램은 3년의 낮은 의무 교육(오리엔테이션 수업)과 3~5년의 선택적인 고급 학교로 구성된다. 피쉬에서 학교에 다니는 중학교 학생은 81명이었다. 모든 고학년 학생들은 다른 지자체의 학교에 다녔다.
2000년 기준으로 피쉬에는 다른 지자체에서 온 122명의 학생이 있었고 31명의 거주자는 지자체 외부 학교에 다녔다.
피쉬는 피쉬 도서관의 곰스 지역 도서관의 고향이다. 도서관은 (2008년 기준) 3,843권의 책 또는 기타 매체를 보유하고 있으며 같은 해에 3,885권을 대출했다. 그해에는 주당 평균 6시간씩 총 150일 동안 문을 열었다.

## 교통

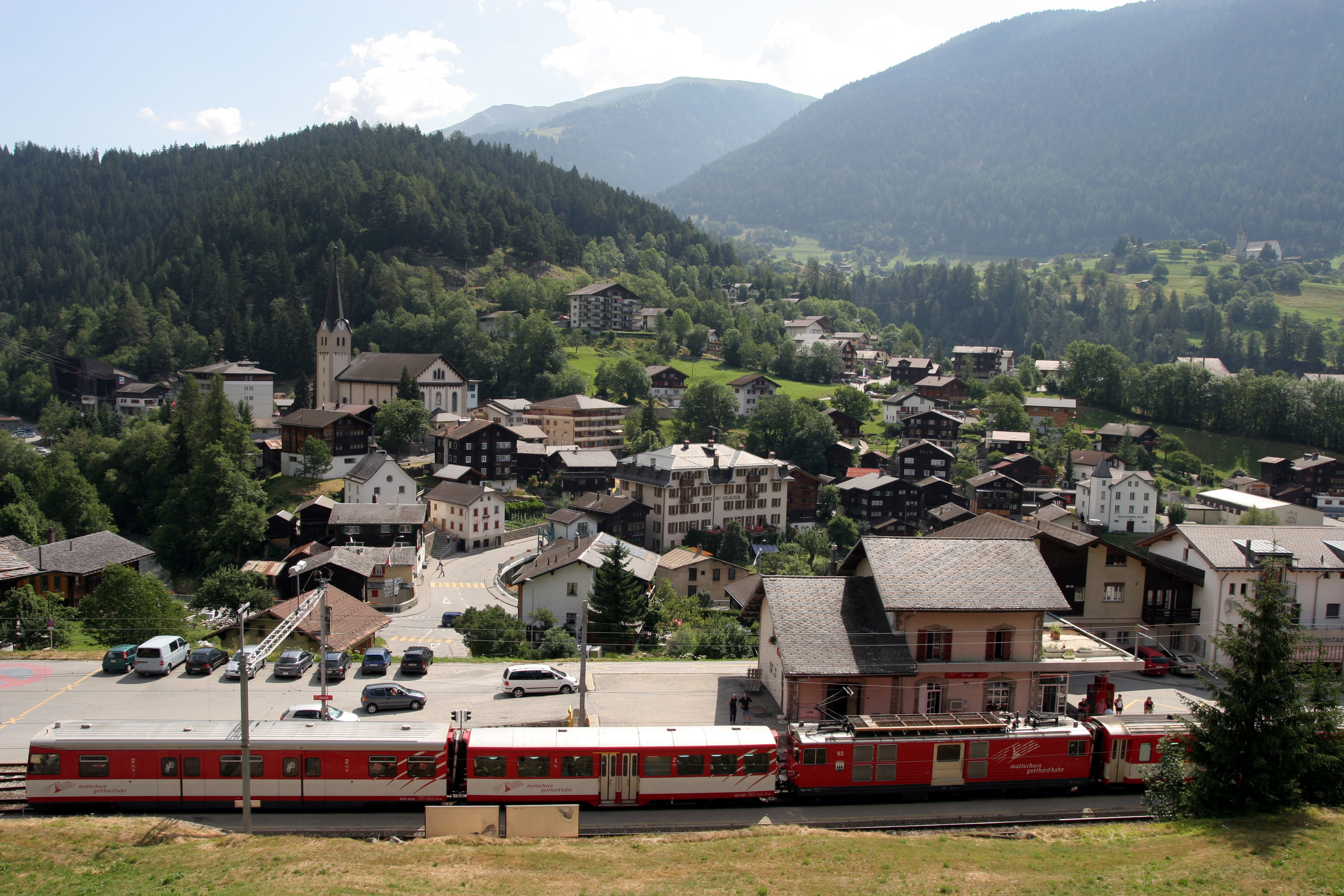
피쉬역

피쉬는 다음과 같은 교통수단을 통해 서비스를 제공한다.
- 푸르카 고개 - 브리크와 글레취 사이의 론 계곡을 통과하는 도로.
- 마터호른 고트하르트 철도(이전의 푸르카 오버알프 철도)에 있는 피쉬역;
- 피쉬-엑기스호른 케이블카의 계곡 역 ;
- 피쉬와 피셔탈 및 에르넨을 연결하는 포스트아우토 버스.

## 리프트
마을에서 케이블카를 타고 피셔알프로 이동한다. 이 새로운 케이블카는 기차역에서 바로 출발하여 2019년에 개장했다.
주요 리프트는 다음과 같다.
| 이름                   | 유형       | 해발 (지상역) | 해발 (산악역) | 경사 길이 | 용량 (인/hour) | 건설년도 |
| ---------------------- | ---------- | ------------- | ------------- | --------- | -------------- | -------- |
| 피쉬- -알프 1+2 (제거) | 케이블카   | 1074          | 2227          | 2940      | 800            | 1973     |
| 피쉬- -알프 3+4 (제거) | 케이블카   | 1071          | 2221          | 2937      | 270            | 1966     |
| 피셔알프-엑기스호른    | 케이블카   | 2225          | 2879          | 1836      | 495            | 1968     |
| Heimat                 | 체어리프트 | 1858          | 2301          | 1144      | 1400           | 2000     |
| Talegga                | 체어리프트 | 2208          | 2727          | 1782      | 2200           | 2010     |
| Flesch                 | 체어리프트 | 2208          | 2630          | 1357      | 2400           | 1993     |
| Trainer 1              | 견인삭도   | 2206          | 2264          | 218       | 1200           | 1987     |
| Trainer 2              | 견인삭도   | 2206          | 2264          | 218       | 1200           | 1987     |
| Laxeralp 1             | 견인삭도   | 2135          | 2179          | 396       | 1100           | 1981     |
| Laxeralp 2             | 견인삭도   | 2179          | 2280          | 394       | 1214           | 1981     |